# Arséniate de plomb
L'arséniate de plomb, de formule Pb3(AsO4)2, est un composé toxique associant l'arsenic et le plomb, utilisé comme pesticide insecticide en agriculture et sylviculture notamment. (Numéro CAS : 3687-31-8).
En dépit de sa toxicité, il a été largement utilisé et même dispersé par avion sur les cultures avec dès août 1931 un premier épandage en vol sur les champs de deux agriculteurs nord-américains.
En France, l’arséniate de plomb a été employé comme insecticide, notamment contre les doryphores sur les pommes de terre, jusqu’en 1971, où il fut interdit. Un autre arséniate, l’arséniate de sodium, est resté autorisé pour le traitement de l’esca et l’excoriose de la vigne jusqu’en 2001.

## Histoire
Bien que les « vertus » biocides et toxiques de ce produit soient connues depuis longtemps, les arséniates insolubles tri-plombique et di-plombique, et l'arséniate de calcium étaient pourtant recommandés (pulvérisations, bouillies) pour éliminer les parasites des fruits des vergers. 

Au début du XXe siècle, alors que le risque d'induction de cancers ou d'effets sur le cerveau ou d'autres organes n'était pas établi, les traitements en pulvérisation et en badigeonnage par des composés arsenicaux étaient néanmoins interdits dans les vignes, vergers et autres plantations où sont faites des cultures intercalaires maraîchères et potagères.
Mais ces traitements étaient autorisés pour 
1. les vignes : de la fin des vendanges jusqu'au début de la véraison
2. Pommiers, poiriers, pruniers, pêchers, amandiers (et interdits pour toute autre essence fruitière) de l'époque qui suivra la récolte totale des fruits jusqu'à 5 semaines après la floraison ; toutefois au moment de la floraison, les traitements seront suspendus
3. Cerisiers, abricotiers : de l'époque suivant la récolte totale des fruits jusqu'à la fin de la floraison
4. oliviers : du 1er juin au début de la véraison.

Il a aussi été utilisé, avant l'apparition des insecticides organo-chlorés, contre le doryphore, espèce américaine introduite en Europe qui attaque la pomme de terre.
Aux États-Unis au moins, il a été utilisé comme régulateur de croissance pour les agrumes (ce qui pourrait laisser penser qu'il puisse être un modulateur endocrinien pour certaines espèces)
L'efficacité en était variable, notamment parce que ce produit n'est pas soluble, et qu'il précipite rapidement en raison de son poids. Les pulvérisateurs sans agitateurs pouvaient donc distribuer un produit très mal dosé. De la caséine pouvait être ajoutée à la bouillie pour mieux fixer le produit. 

L'industrie des métaux non ferreux ayant massivement développé ces productions pour la production de munitions et d'armes chimiques lors de la Première Guerre mondiale et après, ces pesticides étaient relativement peu coûteux.

L'arséniate diplombique était vendu en pâte ou en poudre. Le dosage des bouillies dans les années 1920 était de 240 gr d'arséniate triplombique (500 grammes de bouillie arsenicale du commerce) ou 125 grammes d'arséniate diplombique (500 grammes de pâte arsénicale). Une bouillie à 1 % ou de 3 à 4 kg d'arséniate de plomb dilué dans 500 litres d'eau traitait contre le bombyx.

## Séquelles
Ce produit n'étant pas biodégradable, il a contribué à l'augmentation générale de la pollution par le plomb et l'arsenic au XIXe et XXe siècles. Comme sa production, très polluante aux premières époques, son utilisation a localement laissé des séquelles durables.
En 2001, lors d'une étude sur l'usine Metaleurop de Villefranche-sur-Saône qui recyclait des batteries au plomb, les autorités ont découvert une autre pollution au plomb associée à de l'arsenic, qui s'est avérée résulter des anciens traitements des vignobles, de 1890 à 1950, par de l'arséniate de plomb. Ce sont jusqu'à 1 600 mg d'arsenic par kilogramme de terre qui ont été trouvés ![réf. nécessaire] Plus au nord, des ouvriers de Metaleurop Nord se voyaient offrir de l'arséniate de plomb par l'entreprise, pour traiter les légumes ou fruits de leurs jardins.
Ce produit a été exporté en zone tropicale, dont au Brésil, où il est encore plus mobile et biodisponible sur les sols naturellement acides. Il a été massivement utilisé aux États-Unis, avec par exemple plus de 3 500 livres d'arséniate de plomb à l'acre dans un verger de l'État de l'Oregon, durant 25 ans.[réf. nécessaire]
Remarque : l'arséniate de plomb produit des vapeurs toxiques lors des incendies de locaux d'entreposage ou de forêts, branches ou feuilles traitées avec ce produit.[réf. nécessaire]

## Chimie
D'autres composés volatils ou non de l'arsenic peuvent produire des interférences lors des analyses chimiques (l'arsine interfère avec d'autres composés volatils de l'arsenic).

## Toxicité
Il est classé cancérogène, et maintenant d'usage interdit en agriculture par la plupart des législations